# ガールズロック
ガールズロックとは、日本のライブハウスシーンを中心に活動する女性ボーカルで構成されたバンド（一部ソロ・ユニット）を指す。メンバーが全員女性というバンドは少なく、男性との混合バンドが大半を占める。ロックやポップス、スカ、メロディックを売りにするアーティストが多いが、ジャンルにくくりはなく、総称してガールズロックと呼ぶ。

## 歴史
日本のガールズロックの先駆けとして、1980年代後半のバンドブームに後押しされ、混合形態のレベッカやBARBEE BOYSが台頭後、メンバー全員が女性で編成されるSHOW-YAとプリンセスプリンセスが第一線に登場する。その後は、JUDY AND MARYやLINDBERG（リンドバーグ）、Hysteric Blueなどが登場し、2000年代以降では、ZONE、Whiteberry、ムラマサ☆、GOLLBETTYが挙げられる。最近では、チャットモンチーやSCANDALなどが人気を集める。

## 現在活動中の主なガールズロックバンド（50音順）

### あ行
- Aldious
- UNLIMITS
- exist†trace
- オレスカバンド

### か行
- キノコホテル
- CREA

### さ行
- Sandy Beach Surf Coaster
- SHISHAMO
- ジッタリン・ジン
- 少年ナイフ
- Cyntia
- SCANDAL
- Super Junky Monkey

### た行
- たんこぶちん

### な行
- NEMOPHILA

### は行
- BAND-MAID
- HEAD SPEAKER
- FOUR GET ME A NOTS
- FLiP

### ま行
- Mary's Blood

### や行
- Yum!Yum!ORANGE

### ら行
- LOVEBITES
- ロリータ18号
- LADYON / レディオン